# Brixx
Brixx var en dansk popgrupp som representerade Danmark i  Eurovision Song Contest 1982 med melodin "Video, video".
Gruppmedlemmarna var Jens Brixtofte, John Hatting, Torben Jacobsen, Steen Eljer Olsen och Bjørn Holmgård Sørensen.